# Utilité (économie)
« Utile » redirige ici.  Pour l'album de Julien Clerc, voir Utile (album).
 (janvier 2012).
Si vous disposez d'ouvrages ou d'articles de référence ou si vous connaissez des sites web de qualité traitant du thème abordé ici, merci de compléter l'article en donnant les références utiles à sa vérifiabilité et en les liant à la section « Notes et références ».
En économie, l'utilité est une qualité d'un objet par laquelle est possible une mesure relative au bien-être ou de la satisfaction présente par sa consommation, ou le profit trouvable d'un bien ou d'un nombre de services. Elle est liée mais distincte au besoin d'un consommateur.
Ce concept est utilisé dans les fonctions d'utilité, fonctions d'utilité sociale, optimum au sens de Vilfredo Pareto, boîtes d'Edgeworth. C'est un concept central de l'économie du bien-être. À l'origine, la notion d'utilité est essentiellement liée à la prise de risque. La « Théorie sur la mesure du risque » de Daniel Bernoulli (1700-1782), et dans celle-ci, le Paradoxe de Saint-Pétersbourg ont été les points de départ de futures notions économiques et financières comme l'aversion au risque, la prime de risque. Du choix d'une fonction d'utilité plutôt qu'une autre transparaît une idée préconçue de ce qui est bon, d'une idéologie.

## Historique

### Paradoxe de Saint-Pétersbourg
La première publication concernant une théorie d'utilité marginale, de la dernière unité consommée d'un bien ou d'un service, fut écrite par Daniel Bernoulli, dans Specimen theoriae novae de mensura sortis. Cet article est une réponse au paradoxe de Saint-Pétersbourg exposé par Gabriel Cramer dans un courrier privé à Nicolas Bernoulli (neveu). Pourquoi alors que mathématiquement l'espérance de gain est infinie à un jeu les joueurs refusent-ils de jouer tout leur argent ? Pour répondre à ce paradoxe Bernoulli et Cramer introduisent la fonction d'utilité marginale (dérivée de la fonction utilité de la monnaie) et postulent qu'elle est décroissante. Cependant ces deux auteurs divergent sur la fonction d'utilité : logarithme naturel pour Bernoulli et racine carrée pour Cramer. Cette formalisation est restée anecdotique de nombreuses années avant d'être repopularisés par les fondateurs de l'école néo-classique, qui développent cette conception subjective de la valeur.

### Paradoxe de l'eau et du diamant
Énoncé en premier par Platon, Adam Smith fera ressurgir ce paradoxe au XVIIIe siècle : il n'y a rien de plus utile sur Terre que de l'eau, mais l'eau ne permet de presque rien acheter, au contraire, le diamant n'a aucune utilité mais se vend très cher. Adam Smith et les défenseurs de la théorie de la valeur-travail verront là la preuve que l'utilité d'un bien ne fait pas sa valeur intrinsèque. Les partisans de la valeur d'utilité, principalement défendu par Étienne de Condillac, rétorqueront qu'Adam Smith ne prend pas en compte la dimension sociale du diamant, posséder un diamant est signe de pouvoir et de puissance économique, le diamant a donc bel et bien une forte utilité, là où l'eau n'est pas utile puisqu'elle est abondante partout. Vilfredo Pareto complétera plus tard Condillac en expliquant que la rareté d'un bien est à la source de la formation du prix.

### Développement du concept d'utilité
Ce n'est que vers le milieu du XIXe siècle que le concept d'utilité marginale émerge de nouveau. La révolution marginale est souvent perçue comme l'un des meilleurs exemples de « découverte multiple » dans l'histoire de la science économique. En effet, simultanément mais indépendamment, les trois fondateurs de l'école néoclassique - William Jevons, Carl Menger et Léon Walras - vont développer le concept d'utilité marginale. Cette conjonction est d'autant plus surprenante qu'à cette époque le contexte intellectuel et le développement économique de Cambridge, Vienne et Lausanne sont très différents.
Le développement du marginalisme a engendré un changement de paradigme marquant le passage de l'économie classique à l'économie néoclassique, accompagné par l'abandon presque complet de la théorie objective de la valeur en faveur de la théorie subjective de la valeur. Le concept d'utilité est devenu un élément essentiel des sciences économiques avec le développement de la problématique de l'équilibre général.
L'utilité dans son sens moderne apparaît avec l'utilitarisme, une philosophie morale qui entretient des rapports étroits avec l'économie, à l'origine de l'économie du bien-être. Jeremy Bentham (1748-1832) pose que les hommes sont des êtres qui recherchent le plaisir et que la promotion du plus grand bonheur devrait être le critère moral du bien. John Stuart Mill, dans son livre Utilitarianism (1861), insiste sur le fait que l'utilitarisme est un hédonisme éthique en ce sens qu'une action individuelle est morale si elle prend comme critère le plus grand bonheur du plus grand nombre et non l'intérêt individuel. Vilfredo Pareto qui n'aimait pas le terme d'utilité, parce que chargé de trop de considérations morales, a proposé d'utiliser celui d'ophélimité, étymologiquement équivalent.

### Critique du concept d'utilité
Si Adam Smith distinguait la valeur d'usage et la valeur d'échange, pour lui ainsi que pour les économistes classiques comme David Ricardo et Karl Marx, la valeur d'usage ne peut expliquer la valeur d'échange, i.e., les prix. Pour les économistes se réclamant de l'école classique la valeur d'échange résulte du travail. Cependant ces économistes ne disent pas que l'utilité n'existe pas dans les échanges entre deux biens, mais que la valeur d'usage est largement secondaire par rapport à la valeur-travail.
Alors qu'elle constitue un bon outil de prévision, l'espérance mathématique échoue à décrire le comportement des êtres humains face à un gain futur incertain. Ainsi, un agent averse au risque préfère gagner 1 000 € tout de suite plutôt que de jouer à un jeu où il a une chance sur 100 de gagner 100 000 €, alors que l'espérance des deux est identique. Les économistes systématisent cet argument en termes d'aversion au risque et d'utilité marginale décroissante pour expliquer ce phénomène. Des mathématiciens comme Émile Borel estiment que la plupart des personnes ignorent simplement le calcul des probabilités et en particulier la notion d'espérance mathématique. La fonction d'utilité ne serait donc qu'une modélisation de l'ignorance.
Maurice Allais étudie le comportement des agents économiques et en particulier souligne leur comportement irrationnel au travers d'un paradoxe. Il remet en cause l'axiome d'indépendance forte dans la théorie « d'utilité espérée », axiome élaboré par Leonard Savage dans son maître ouvrage The Foundations of statistics à partir de la formalisation de la notion d'utilité par von Neumann et Morgenstern dans leur livre Theory of games and economic behavior. Les implications du paradoxe d'Allais donneront lieu à de multiples développements en théorie de la décision et en économie comportementale. Par ailleurs, des études récentes montrent que le cerveau humain n'est pas performant dans l'estimation des probabilités, il pèche par excès d'optimisme.

#### Biens substituables et non substituables
Léon Walras décrit sa démarche dans son article sur la théorie marginaliste, paru en 1874, quand il écrit (§ V, p. 16)
Il semble que je quitte le terrain scientifique pour m’égarer (car) l'utilité de chacune des deux marchandises pour chacun des échangeurs n’est ni avec l’espace ni avec le temps dans un rapport direct et mesurable. Il semble que, pour cette raison, nous devions nous arrêter. Mais non : cette circonstance, qui s’opposerait évidemment à toute application numérique (!), ne s’oppose nullement à une expression mathématique pure et simple (?). En physique on fait entrer dans les calculs des éléments comme les masses, qui ne sont pas non plus directement mesurables. Usons du même procédé. Supposons que l’utilité soit susceptible d’une mesure directe... Je suppose donc qu’il existe un étalon de mesure commun non-seulement aux unités similaires d’une même espèce de la richesse, mais aux unités différentes des espèces diverses de la richesse... Dès lors, soient deux axes de coordonnées...
Il introduit l'utilité dans sa théorie économique comme un physicien introduit la notion de masse dans sa théorie physique, avant de savoir la mesurer ou même d'avoir un étalon, dont il suppose qu'il existe. Et cela lui permet des comparaison entre les utilités des espèces diverses de la richesse pour des personnes, des lieux et des moments différents.

## Différentes mesures de l'utilité
Au sein de l'école néoclassique, l'une des problématiques d'importance de la théorie du consommateur consiste en la construction d'une fonction de demande qui puisse être le pendant de la fonction d'offre issue de la théorie du producteur.
La construction de la fonction de demande peut avoir recours à l'utilité cardinale, mesurable et comparable entre les biens, ou à lutilité ordinale, dont l'emploi est à l'usage moins contraignant.

### Utilité cardinale
Les précurseurs de la révolution marginaliste (Walras, Jevons, Menger, Gossen) conçoivent l'utilité comme étant la sensation de plaisir associée à la consommation d'un bien. Ils défendent l'idée qu'il existe une échelle de mesure cardinale de l'utilité de tout bien ou service. Ils supposent aussi que le consommateur est capable de donner une évaluation de l'utilité que lui procure toute combinaison de biens.
La cardinalité permet les comparaisons et arbitrages : Si la consommation d'une quantité {\displaystyle q_{A}} d'un bien A donne une satisfaction de 100 et une quantité {\displaystyle q_{B}} d'un bien B donne une satisfaction de 10, {\displaystyle q_{A}} est équivalent à 10 fois {\displaystyle q_{B}}.
Cette faculté simplifie considérablement l'analyse : Elle est l'exact miroir de la capacité supposée du producteur à prédire la production pour toute combinaison d'intrants donnée.
Alfred Marshall l'utilise également pour des raisons pédagogiques, mais avec quelques réserves.

### Utilité ordinale
Pour la raison qu'il ne croit pas en l'existence d'une échelle objective de la mesure de l'utilité, Vilfredo Pareto, successeur de Marshall propose une formulation en termes d'utilité ordinale.
Dans ce cadre, il est seulement demandé au consommateur de hiérarchiser raisonnablement les biens ou paniers de biens en fonction de l'utilité apportée et de dire :
s'il préfère {\displaystyle q_{A}} à {\displaystyle q_{B}}, ou {\displaystyle q_{B}} à {\displaystyle q_{A}}
ou s'il est indifférent entre les deux.
En termes mathématiques, il suffit donc de pouvoir décrire un préordre complet sur l'espace des paniers de biens : la relation de préférence doit ainsi être :
complète (on peut comparer tout couple de paniers) ;
réflexive (un panier est préféré à lui-même) ;
transitive (si le panier A est préféré au panier B et le panier B au panier C, alors A est préféré à C).
Outre Vilfredo Pareto, Eugen Slutsky, repris par Paul Samuelson et John Hicks sont les principaux ténors[C'est-à-dire ?] de la conception ordinale.

### Limites du concept
Qu'il s'agisse de l'utilité ordinale ou de l'utilité cardinale, le concept d'utilité apparaît somme toute comme la tentative pour donner une formulation simple à des comportements complexes. Les expériences d'économie expérimentale montrent en effet que même sur un ensemble restreint de biens, les agents sont souvent incapables de comparer tous les paniers deux à deux (non-complétude), et proposent rarement un classement qui respecte la transitivité.
Par ailleurs, dans un cas de concurrence pure et parfaite, l'utilité doit normalement être mesurée par les prix pratiqués, s'agissant alors d'utilité révélée.
Toutefois, la puissance de cet outil comme description des comportements est telle qu'il reste très largement utilisé.

## Utilité et choix du consommateur
Le concept d'utilité intervient concrètement dans les modèles de détermination de la demande qui conduisent aux choix du consommateur. Ces modèles se trouvent être logiquement reliés : On parle de formulation symétrique ou inverse d'une même problématique (primale ou duale).

### Formulation primale: recherche de l'utilité maximale pour un niveau de budget donné
La demande du consommateur telle qu'exprimée par Marshall est obtenue en maximisant l'utilité de ce consommateur compte tenu du budget, réputé fixe, dont celui-ci dispose. Mathématiquement, cela revient à maximiser la fonction d'utilité U (x, y) sous la contrainte R = pxx + pyy.
En insérant un niveau de ressources initiales et un vecteur de prix donné dans la fonction d'utilité U (x,y), on détermine la fonction d'utilité indirecte qui donne la valeur maximale de l'utilité atteignable par cet agent.

### Formulation duale: minimiser la dépense pour un niveau d'Utilité défini et visé
La demande du consommateur, appelée demande compensée ou demande hicksienne, est obtenue en minimisant la dépense de ce consommateur compte tenu du niveau constant d'utilité qu'il a défini et qu'il entend garder. Mathématiquement, cela revient à minimiser la fonction R = pxx +pyy sous la contrainte U(x,y)=U0.
En insérant le niveau de dépense pour les produits (x,y,...) et un niveau de prix pour chacun de ces produits dans la fonction de dépense R (x, y), on détermine la fonction de dépense.

## Représentation mathématique de la fonction d'utilité
L'utilité cardinale fournit directement une évaluation de l'utilité d'un panier de biens, qui permet de les traiter comme une grandeur mathématique. Avec le passage à l'utilité ordinale, il faut construire un objet qui permette de ramener chaque panier à un nombre reflétant la relation de préférence sous-jacente. C'est la fonction d'utilité.

### Construction
On construit donc ainsi une fonction mathématique U, allant de l'espace des biens dans {\displaystyle \mathbb {R} ^{+}}, telle que {\displaystyle U(A)>U(B)} implique que le panier A est préféré au panier B. On peut ainsi construire des courbes d'indifférence regroupant les paniers qui laissent indifférent le consommateur lorsqu'il les compare deux à deux. Du fait de la complétude et de la transitivité, ces courbes peuvent alors être classées selon un ordre total.
La fonction d'utilité, en associant un indice à chaque panier, n'est pas unique. Si U est une fonction d'utilité pour un individu, alors {\displaystyle G\circ U} en est une aussi si G est une fonction de {\displaystyle R^{+}} dans {\displaystyle R^{+}} strictement croissante. De ce fait, l'utilité ordinale n'est pas comparable entre les individus, ce qui rend impossible d'en déduire directement une utilité sociale comme le désiraient les utilitaristes.

### Propriétés
On suppose en général un certain nombre de propriétés à la fonction d'utilité afin de se restreindre à une classe vraisemblable, et surtout mathématiquement gérable, de fonctions. La plupart du temps, on se restreint a priori à des fonctions infiniment dérivables (fonctions de classe {\displaystyle C^{\infty }}). On peut noter que cette restriction suppose l'infinie divisibilité des biens consommés, ce qui est moins absurde qu'il n'y paraît si on considère que la consommation de ces biens peut être fractionnée en plusieurs unités de temps.

### Lois de Gossen
Il est assez intuitif de supposer que pour la quasi-totalité des biens, une augmentation de la quantité d'un bien dans un panier augmente ou laisse inchangée l'utilité retirée de ce panier. C'est pourquoi on impose à la fonction d'utilité d'être croissante dans chacun de ses arguments :
{\displaystyle \forall i,{\frac {\partial U}{\partial x_{i}}}\geq 0}
En revanche, on peut également penser que cette augmentation n'est pas indépendante de la quantité de ce bien déjà disponible dans le panier. Ainsi, si la première gorgée de bière procure un plaisir ineffable, la seconde est déjà moins bonne, et ainsi de suite, jusqu'à arriver au moment où l'envie se tarit. Cela signifie que l'utilité de chaque nouvelle gorgée de bière est inférieure à celle de la précédente : l'utilité marginale est décroissante.
{\displaystyle \forall i,{\frac {\partial ^{2}U}{\partial x_{i}^{2}}}\leq 0}
Afin d'éviter les solutions en coins dans les problèmes d'optimisation, on suppose en général que l'utilité de la dernière unité consommée ne devient jamais nulle, propriété dite de non-saturation :
{\displaystyle \forall i,{\frac {\partial U}{\partial x_{i}}}>0}
Le bien-fondé de cette hypothèse repose sur la rationalité de l'agent : si l'utilité est bien définie, l'agent ne perdra jamais son temps à consommer quelque chose qui est dommageable pour lui ou qui ne lui apporte rien.
On peut enfin se restreindre aux domaines où l'utilité marginale est strictement décroissante :
{\displaystyle \forall i,{\frac {\partial ^{2}U}{\partial x_{i}^{2}}}<0}
Si les préférences sont additives directes (ou séparables), alors cette hypothèse implique qu'on a des fonctions d'utilité concaves, et donc des courbes d'indifférence définissant des ensembles convexes.

### Élasticité de substitution
En termes de théorie du consommateur, l'élasticité de substitution joue un rôle essentiel dans l'analyse. C'est pourquoi on demande parfois à la fonction d'utilité de présenter une élasticité de substitution constante : pour tout couple de paniers de biens, une diminution de 1 % de la quantité de bien A peut être compensée par l'augmentation de {\displaystyle c\%} de la quantité de bien B, où {\displaystyle c} est une constante indépendante du couple de paniers. On parle alors de fonction CES (Constant Elasticity of Substitution).
Ces fonctions ont la propriété de traduire une aversion au risque constante de la part de l'agent.

### Fonction additivement séparable
Même dans la classe des fonctions d'utilité concaves, on peut avoir des formes fonctionnelles très complexes. Afin d'obtenir des solutions analytiques aux programmes d'optimisation, on utilise souvent des fonctions d'utilité additivement séparables : {\displaystyle \forall (i,j),U(x_{i},x_{j})=u_{i}(x_{i})+u_{j}(x_{j})}
Une telle formulation, contrairement à une croyance relativement répandue, peut inclure des biens complémentaires entre eux (exemple : U(x,y) = -1/x - 1/y).

### Utilisation
En pratique, Alfred Marshall fait remarquer que l'utilité cardinale ne pose pas de problème insurmontable. Il remarque en effet que si les agents sont suffisamment rationnels pour que la notion d'utilité ordinale ait un sens, on peut également supposer que leur propension à payer (le prix maximal qu'ils sont prêts à payer pour un panier de biens donné) fournit une bonne mesure de l'utilité qu'ils en retirent, ce qui permet également la comparaison entre les agents.

## Cas particulier en Univers incertain
En théorie des probabilités est développé un concept analogue à celui de la fonction d'utilité. Il s'agit encore d'une fonction qui associe un nombre à un couple (événement, probabilité de cet événement), afin de surmonter les difficultés liées à l'application pratique de l'espérance mathématique.

### Utilité selon von Neumann et Morgenstern
Proposée par John von Neumann et Oskar Morgenstern dans Theory of Games and Economic Behavior (1944), cette formulation de l'utilité est généralement adoptée dans la modélisation de choix lorsque les événements sont probabilisables.
Au lieu de définir la fonction d'utilité sur un espace de biens, on la définit sur un espace de loteries, et on considère celles qui sont linéaires par rapport aux loteries et confondues avec les fonctions d'utilités usuelles sur le sous-espace des loteries certaines : pour une loterie {\displaystyle L=\{(p,Q),(1-p,Q')\}}, avec {\displaystyle U(L)=U(\{(p,Q),(1-p,Q')\})=pu(Q)+(1-p)u(Q')}